# Arthur Law (hokej na travi)
Arthur Law (? — ?) je bivši velški hokejaš na travi. 
Osvojio je brončano odličje na hokejaškom turniru na Olimpijskim igrama 1908. u Londonu igrajući za Wales. 

## Vanjske poveznice
- Profil na Sports Reference.com  Arhivirana inačica izvorne stranice od 18. rujna 2011. (Wayback Machine)